# Helge Heilborn

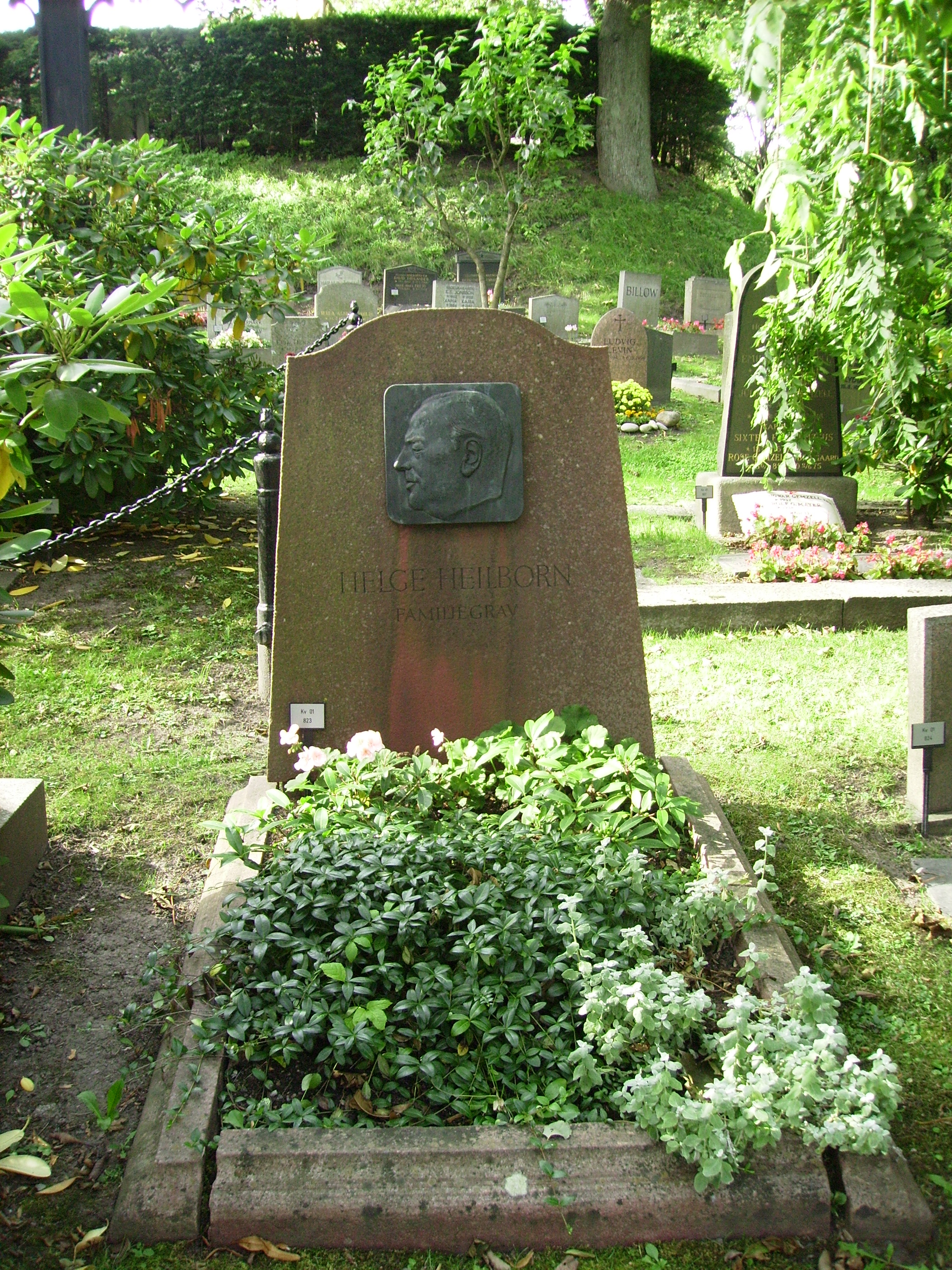
Helge Heilborn

Axel Einar Helge Heilborn, född 7 oktober 1897 i Sölvesborg, död 18 september 1960 i Stockholm, var en svensk tidningsdirektör.
Helge Heilborn tog studentexamen i Karlskrona 1916, diplomerades från Handelshögskolan i Stockholm 1919 och var under åren 1919–1920 anställd vid generalkonsulatet i Moskva. Under åren 1920–1925 hade han olika befattningar i SLT och anställdes som annonsdirektör i Dagens Nyheter 1926. Hans karriär ägde rum helt inom den grafiska branschen. Heilborn var annonsdirektör fram till 1939, vice VD för Dagens Nyheters AB och efterträdde Sten Dehlgren som VD för Dagens Nyheters AB. Han var verksam vid uppkomsten av Expressen. Om Albert Bonnier Jr är dess främste initiativtagare, Carl-Adam Nycop dess redaktionelle uppbyggare så är Heilborn tillsammans med Bertil Norgren ankaret i hela operationen. Heilborn kom att uppleva det symboliska första spadtaget som ledde till den stora flytten till Marieberg från Klarakvarteren. Han är begravd på Galärvarvskyrkogården i Stockholm.
Han var även ordförande i TT och Tidningarnas arbetsgivarförening (TA).
År 1924 gifte han sig med Helen Adèle Hjertberg, VD i Sverige-Amerikastiftelsen.